# Aéroport de Niigata
Pour les articles homonymes, voir KIJ.
L'aéroport de Niigata (新潟空港, Niigata kūkō) (code IATA : KIJ • code OACI : RJSN) est un aéroport desservant la ville de Niigata, au Japon.

## Situation

### Carte des 50 principaux aéroports du Japon
| Akita Amami Aomori Asahikawa Chūbu Fukuoka Fukushima Hakodate Hanamaki Hiroshima Ibaraki Ishigaki Izumo Kagoshima Kansai Kitakyushu Kobe Kōchi Komatsu Kumamoto Kumejima Kushiro Iwakuni Matsuyama Memanbetsu Miho-Yonago Misawa Miyako Miyazaki Nagasaki Nagoya Naha Tokyo · Narita Niigata Ōita Okayama Osaka Saga Sendai Shin-Chitose Shizuoka Shonai Takamatsu Tokachi-Obihiro Tokushima Tokyo · Haneda Tottori Toyama Tsushima Yamaguchi Ube |

## Histoire
L'aéroport de Niigata était historiquement une porte d'entrée vers la Russie, avec des lignes pour Khabarovsk depuis 1973 et Vladivostok depuis 1993.
L'activité s'est accrue depuis l'été 2012, lorsque China Eastern Airlines, Fuji Dream Airlines et All Nippon Airways annoncent des lignes vers Shanghai, Nagoya et Narita respectivement.

## Compagnies aériennes et destinations
| Compagnies                                 | Destinations                                               |
| ------------------------------------------ | ---------------------------------------------------------- |
| All Nippon Airways                         | Osaka                                                      |
| All Nippon Airways opéré par ANA Wings     | Fukuoka, Nagoya-Chūbu, Osaka, Shin-Chitose, Tokyo-Narita " |
| All Nippon Airways opéré par Ibex Airlines | Fukuoka, Osaka                                             |
| Cathay Dragon                              | En saison : Hong Kong                                      |
| China Eastern Airlines                     | Shanghai-Pudong                                            |
| China Southern Airlines                    | Harbin Taiping                                             |
| Fuji Dream Airlines                        | Fukuoka, Nagoya                                            |
| Japan Airlines opéré par J-Air             | Osaka, Shin-Chitose                                        |
| Korean Air                                 | Séoul-Incheon                                              |
| Peach                                      | Osaka-Kansai                                               |
| Tigerair Taiwan                            | Taïwan-Taoyuan                                             |
| Yakutia Airlines                           | En saison : Khabarovsk, Vladivostok                        |

Édité le 09/01/2020